# Kościół Najświętszego Serca Pana Jezusa w Czeskim Cieszynie
Kościół Najświętszego Serca Pana Jezusa w Czeskim Cieszynie – zabytkowy rzymskokatolicki kościół w Czeskim Cieszynie, w kraju morawsko-śląskim, w Czechach (w historycznym regionie Śląska Cieszyńskiego. Jest kościołem parafialnym parafii Boskiego Serca Pana w Czeskim Cieszynie.

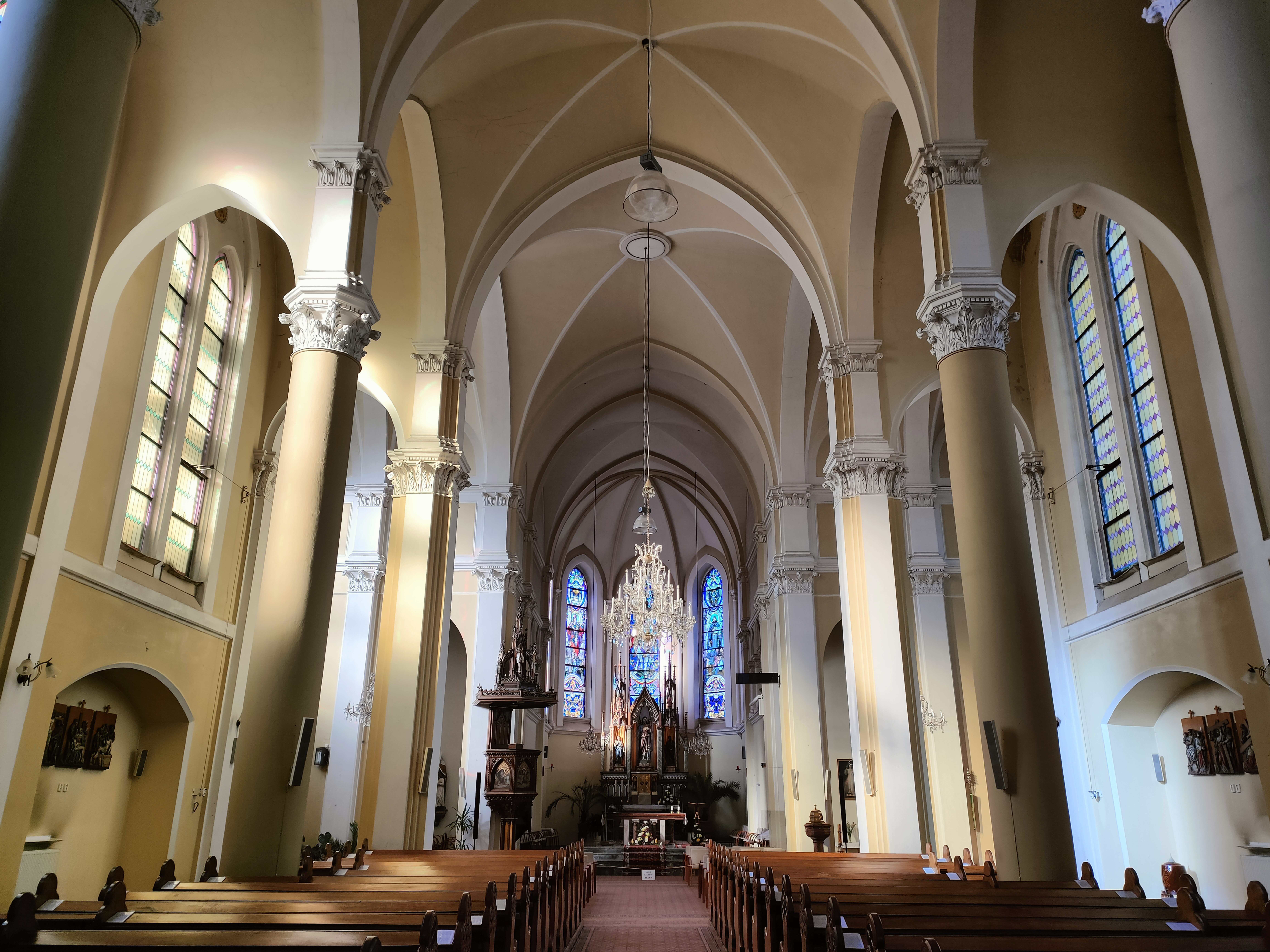
Nawa główna

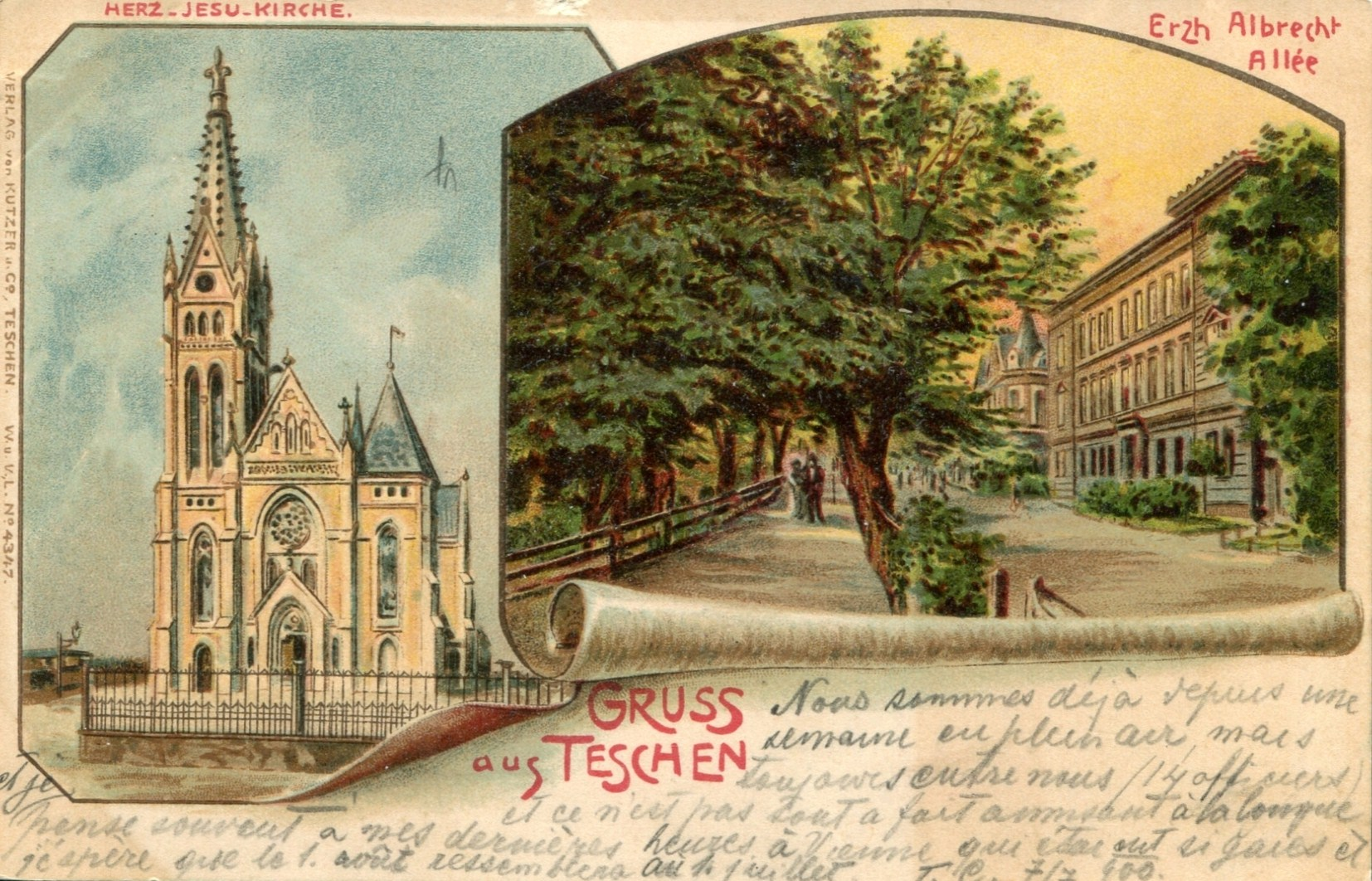
Kościół na starej karcie pocztowej

## Historia

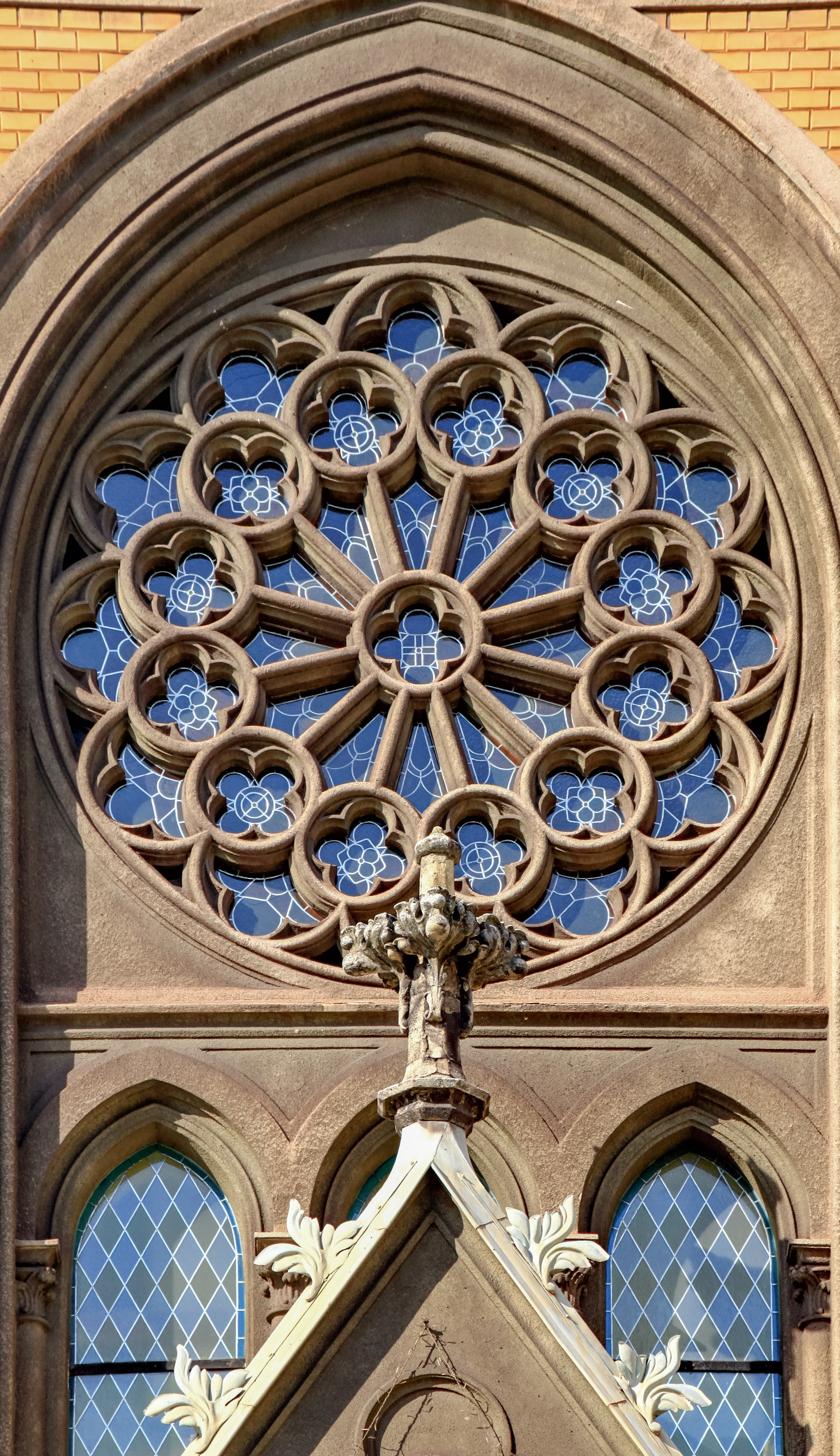
Rozeta na fasadzie

Kościół powstał z inicjatywy zakonu jezuitów, którzy po długiej nieobecności powrócili do Cieszyna w 1885 roku. Posiadali wówczas dwa domy w Alejach arcyksięcia Albrechta (dzisiaj zwanymi Alejami lub Parkiem Masaryka), jednak bez świątyni. Dzięki wsparciu finansowemu uzyskanemu od księcia cieszyńskiego arcyksięcia Albrechta Fryderyka Habsburga oraz wrocławskiego kardynała Jerzego Koppa, 21 lipca 1891 rozpoczęto budowę kościoła dla jezuitów, na parceli podarowanej jezuitom od rodziny Grodzieckich. Kamień węgielny został poświęcony 11 czerwca 1892 roku. Projektantem świątyni był wiedeński architekt Ludwig Zatzka, który bryłę budynku wzorował na kolegium jezuitów w Wiedniu. Konsekracji nowej świątyni dokonano 10 października 1894 roku, której dokonał kardynał Koppa w obecności arcyksięcia, licznego duchowieństwa i wielkiej rzeszy wiernych. W 1904 roku w kościele umieszczono relikwie św. Melchiora Grodzieckiego. Po podziale miasta w 1920 roku, kościół stał się najważniejszą świątynią rzymskokatolicką w nowo powstałym Czeskim Cieszynie, a rok później stał się kościołem parafialnym, kiedy jezuici w wyniku umowy z kurią biskupią we Wrocławiu, przekazali go księżom diecezjalnym.

## Architektura
Kościół zbudowano w stylu neogotyckim na planie krzyża, natomiast frontową elewację z portalem (fasadę), centralnie usytuowaną wnęką okienną flankują dwie wieże – wschodnia niższa (niedokończona), pod którą znajduje się kaplica Matki Bożej z Lourdes i zachodnia wyższa z dzwonnicą. Fasadę z dużym trójkątnym szczytem, zdobi m.in. duże okno rozetowe. Okna zdobią witraże, a ściany liczne malowidła. Wnętrze wyposażyła firma rzeźbiarska Ferdinanda Stuflessera ze Św. Ulricha w Tyrolu. Nawa główna wyrasta na czterech kolumnach, transept na czterech filarach. Sklepienie jest krzyżowo-żebrowe. W prezbiterium ołtarz główny Serca Jezusowego z figurami świętych Piotra i Pawła, po jego lewej stronie ambona z symbolami czterech ewangelistów oraz figurą św. Anny z Marią, po prawej zaś stronie chrzcielnica i obraz Miłosiernego Chrystusa.